# Juventus Football Club 1951-1952
Questa voce raccoglie le informazioni riguardanti la Juventus Football Club nelle competizioni ufficiali della stagione 1951-1952.

## Stagione

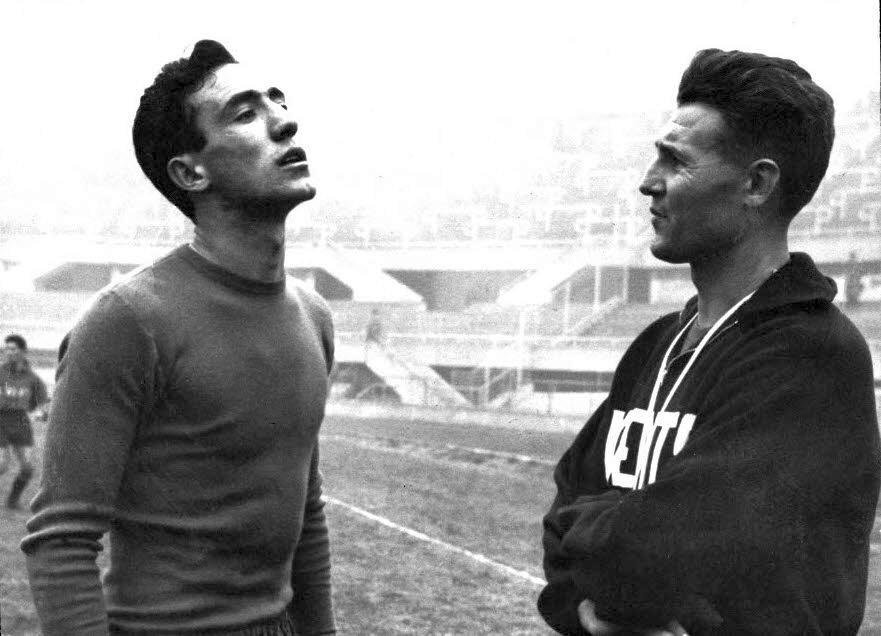
Il terzino Corradi e il tecnico Sárosi, due nuovi arrivi di stagione a Torino.

Il club bianconero visse un'estate movimentata a causa dei dissidi che da tempo covavano tra la dirigenza e l'allenatore Carver, esplosi in un'intervista al vetriolo rilasciata dall'inglese alla Gazzetta dello Sport prima del ritiro di agosto, in cui si dichiarava insoddisfatto del mercato della squadra chiedendo invano la cessione della pattuglia danese – i due Hansen, John e Karl Aage, assieme a Præst – e l'ingaggio dell'attaccante Lorenzi dall'Inter; la battuta con cui gli rispose da Cap d'Antibes il presidente juventino, Gianni Agnelli – «avevo raccomandato al mister di non imparare l'italiano, purtroppo in un anno ha fatto troppi progressi nella nostra lingua...» –, fu l'inevitabile preludio alla chiusura del rapporto col tecnico anglosassone. La società torinese individuò il suo sostituto nell'ungherese Sárosi, tuttavia impegnato negli Stati Uniti fino a dicembre: nell'attesa fu così la coppia di ex bianconeri Combi-Bertolini a sedersi in panchina per un breve interim.

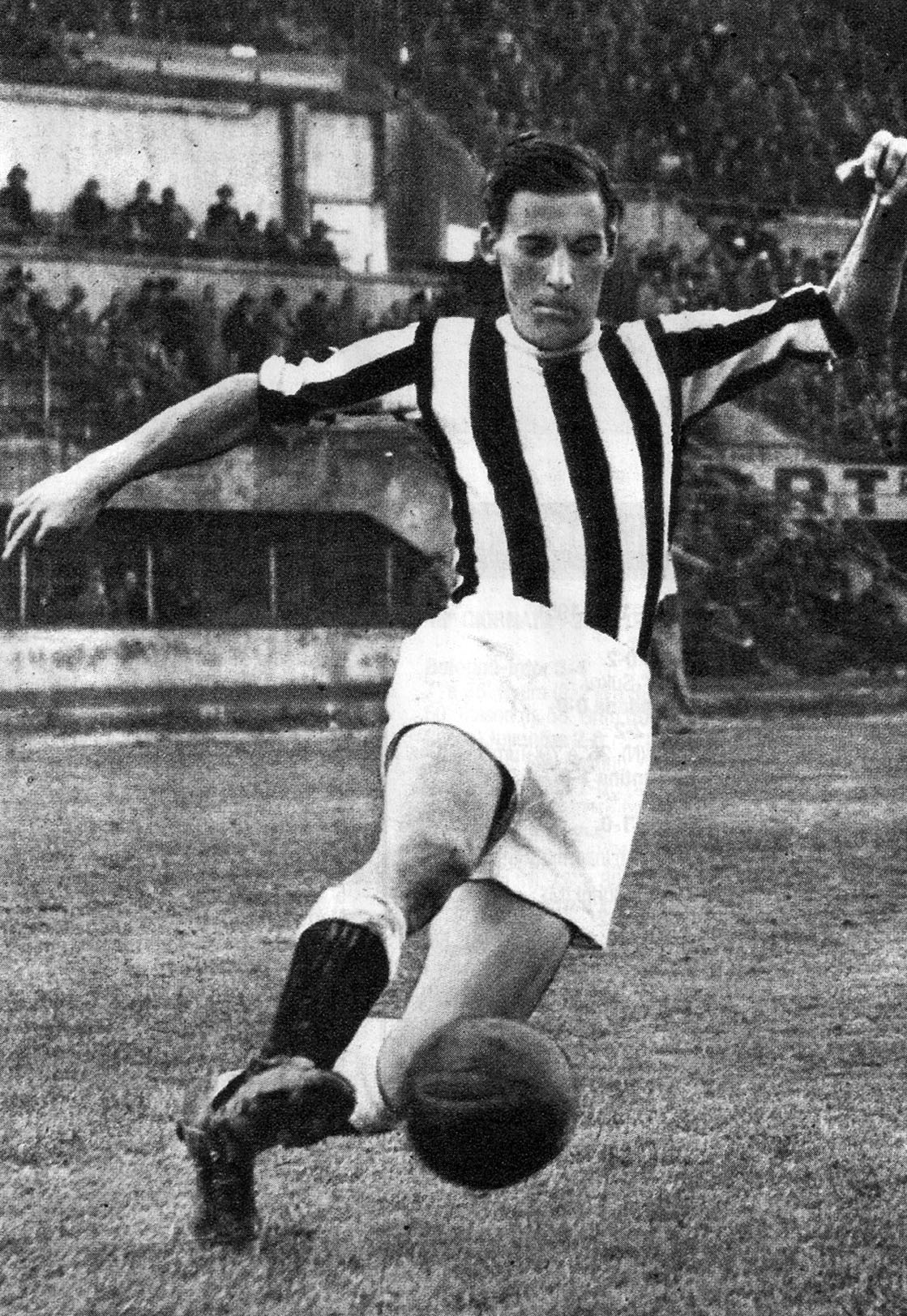
Seppur meno prolifica sottoporta rispetto al passato, in quest'annata la «freccia danese» Præst si mise maggiormente al servizio della squadra, affermandosi quale miglior ala del torneo.

I piemontesi rinforzarono la propria rosa integrando qualche giocatore italiano prelevato dalle serie minori, come il difensore Corradi dal Modena, scegliendo tuttavia di continuare a puntare sulle prestazioni del collaudato trio offensivo Muccinelli-Hansen-Boniperti.
La formazione-base dei bianconeri in questa stagione, molto solida, vide Viola tra i pali, Manente e Corradi schierati come terzini, col nuovo acquisto spesso a sostituire un Bertuccelli falcidiato da problemi fisici, e l'emergente Ferrario, presto subentrato al capitano e bandiera Parola, come centromediano di difesa. Il reparto difensivo si avvalse inoltre dell'aiuto di Mari che, con Piccinini, componeva la linea mediana di centrocampo e sovente arretrava davanti al portiere per meglio proteggere la squadra; i due Hansen agirono invece da interni, entrambi col vizio del gol. In attacco le ali Muccinelli, talvolta ammirato in ripiegamento come tornante per sopperire ai già citati arretramenti di Mari, e Præst, quest'ultimo meno prolifico sottoporta rispetto al passato ma più incisivo per quanto riguarda cross e assist, lavorarono come gli anni passati a supporto del centravanti Boniperti arruolato sia a costruire che a concludere l'azione.

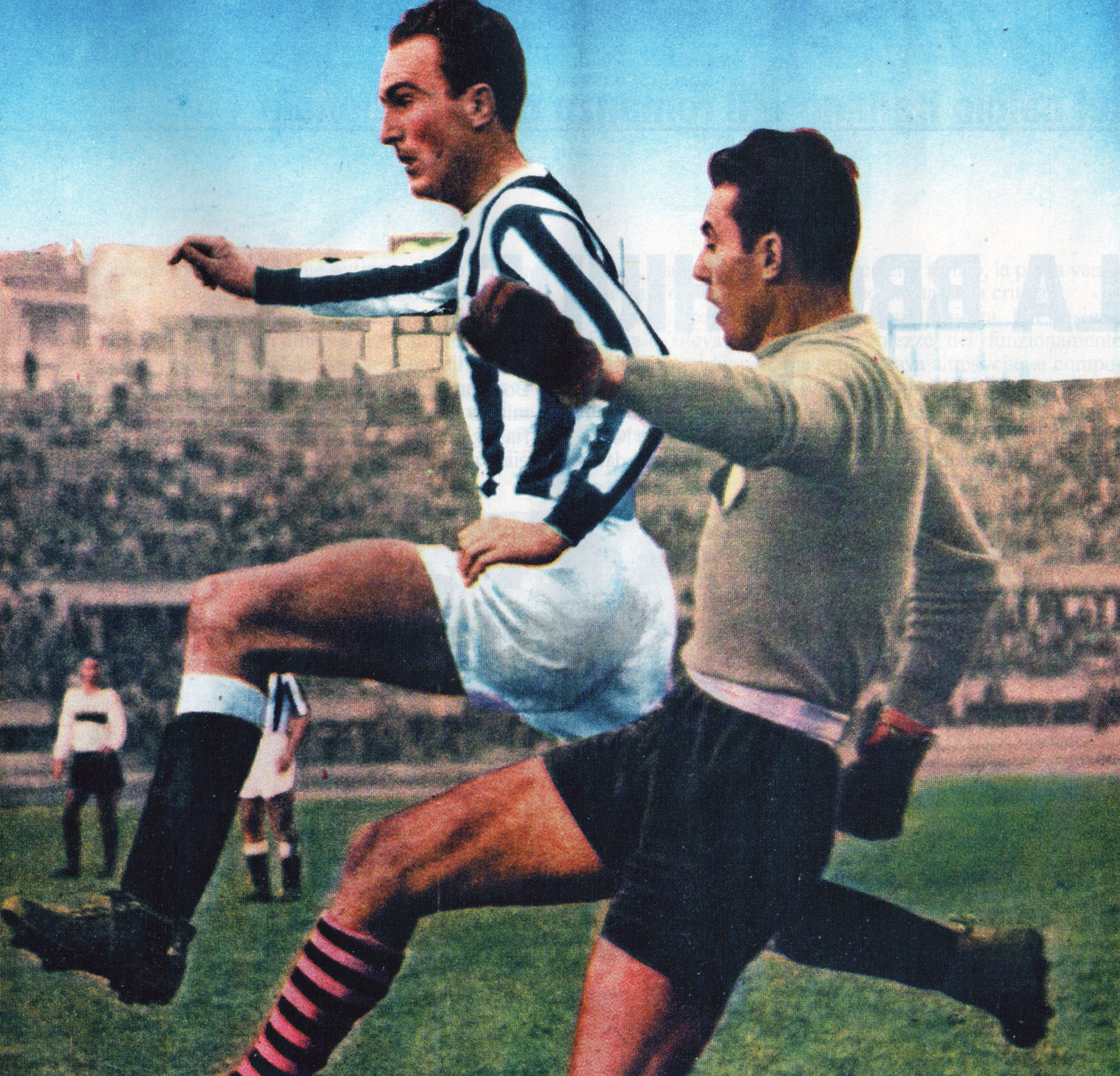
John Hansen, capocannoniere della Serie A con 30 reti.

Con quest'intelaiatura la Juventus ritornò allo Scudetto dopo due anni: un successo ottenuto grazie soprattutto a una decisiva continuità di rendimento, fattore che permise ai bianconeri di avere la meglio sulle principali rivali, l'Inter e il Milan, due formazioni forse con più qualità dei bianconeri in alcuni reparti ma inversamente più discontinue nell'arco del campionato.
Issatisi in vetta al sesto turno assieme ai rossoneri, il 4 novembre 1951 i piemontesi caddero con la Sampdoria e lasciarono temporaneamente la testa della classifica al Diavolo, tuttavia raggiunto un mese dopo, approfittando della sconfitta milanese 5-2 contro il Padova, e poi superato due giorni prima di Natale, in occasione di una nuova caduta rossonera sul campo dell'Atalanta. Il 27 gennaio 1952 la Juventus fu simbolicamente campione d'inverno con 4 punti di vantaggio sul Milan e su di un'Inter in risalita.
Nel girone di ritorno i bianconeri mantennero le due squadre meneghine a diversi punti di distacco tanto che il 4 maggio, col successo per 3-1 sugli inseguitori rossoneri, i torinesi andarono a +7 in graduadoria. Nonostante la sconfitta del 1º giugno contro la Beneamata, il nono titolo nazionale della Juventus fu al sicuro con tre giornate di anticipo: a fine torneo i bianconeri distanziarono rossoneri e nerazzurri, rispettivamente, di 7 e 11 lunghezze; a completare il successo, le 30 reti realizzate da John Hansen permisero al danese di trionfare, per la prima e unica volta, nella classifica cannonieri della Serie A.
Al termine del campionato la società torinese andò a Parigi per disputare la quarta edizione della Coppa Latina. Il 26 giugno 1952, in notturna al Parco dei Principi, la Juventus giocò la semifinale contro gli spagnoli del Barcellona, guidati in campo da Kubala, che ebbero la meglio per 4-2. Ai bianconeri rimase la finale di consolazione per il terzo posto, disputata due giorni più tardi sempre nella capitale francese e vinta per 1-0 sui portoghesi dello Sporting Lisbona, facendo così loro l'ultimo gradino del podio.

## Divise
| Casa | Trasferta | 1ª portiere | 2ª portiere |

## Organigramma societario
Area direttiva
- Presidente: Gianni Agnelli

Area tecnica
- Allenatore: Jesse Carver, poi Gianpiero Combi-Luigi Bertolini (interim), poi György Sárosi

## Rosa
| N. |                   | Ruolo | Calciatore              |
| -- | ----------------- | ----- | ----------------------- |
|    | Italia (bandiera) | P     | Filippo Cavalli         |
|    | Italia (bandiera) | P     | Giovanni Viola          |
|    | Italia (bandiera) | D     | Alberto Bertuccelli     |
|    | Italia (bandiera) | D     | Enrico Boniforti        |
|    | Italia (bandiera) | D     | Giuseppe Corradi        |
|    | Italia (bandiera) | D     | Sergio Manente          |
|    | Italia (bandiera) | C     | Romolo Bizzotto         |
|    | Italia (bandiera) | C     | Rino Ferrario           |
|    | Italia (bandiera) | C     | Giacomo Mari            |
|    | Italia (bandiera) | C     | Carlo Parola (capitano) |

| N. |                      | Ruolo | Calciatore          |
| -- | -------------------- | ----- | ------------------- |
|    | Italia (bandiera)    | C     | Alberto Piccinini   |
|    | Italia (bandiera)    | A     | Giampiero Boniperti |
|    | Italia (bandiera)    | A     | Emilio Caprile      |
|    | Danimarca (bandiera) | A     | John Hansen         |
|    | Danimarca (bandiera) | A     | Karl Aage Hansen    |
|    | Italia (bandiera)    | A     | Ermes Muccinelli    |
|    | Danimarca (bandiera) | A     | Karl Aage Præst     |
|    | Italia (bandiera)    | A     | Ermanno Scaramuzzi  |
|    | Italia (bandiera)    | A     | Pasquale Vivolo     |

## Risultati

### Serie A

#### Girone di andata
| Arbitro: | Marchetti (Milano) |

|                |           |                    |
| Muccinelli 20’ | Marcatori | 70’ (rig.) Bennike |

| Arbitro: | Pieri (Trieste) |

|  |           |                                              |
|  | Marcatori | 17’ J. Hansen 84’ K. A. Hansen 87’ Boniperti |

| Arbitro: | Tassini (Verona) |

|                                                                    |           |                                            |
| Muccinelli 5’, 68’ Præst 12’ K. A. Hansen 28’ (rig.) J. Hansen 31’ | Marcatori | 8’ (rig.) Şükrü 65’ Antoniotti 89’ Flamini |

| Arbitro: | Orlandini (Roma) |

|  |           |                              |
|  | Marcatori | 72’ Muccinelli 80’ Boniperti |

| Arbitro: | Massai (Pisa) |

|                                                                                 |           |                 |
| Muccinelli 2’, 5’ Boniperti 21’, 81’ J. Hansen 47’, 61’ (rig.) K. A. Hansen 88’ | Marcatori | 6’ Santagostino |

| Arbitro: | Bellè (Venezia) |

|  |           |                                   |
|  | Marcatori | 46’, 90’ Boniperti 75’ Muccinelli |

| Arbitro: | Orlandini (Roma) |

|           |           |                                                 |
| Toros 88’ | Marcatori | 2’ (rig.) J. Hansen 9’ Boniperti 20’ Muccinelli |

| Arbitro: | Occhinegro (Taranto) |

|                                                        |           |              |
| J. Hansen 52’, 60’, 64’ Boniperti 56’ K. A. Hansen 70’ | Marcatori | 89’ Castaldo |

| Arbitro: | Tassini (Verona) |

|                           |           |                |
| Bergamo 40’ Lucentini 48’ | Marcatori | 16’ Muccinelli |

| Arbitro: | Piemonte (Monfalcone) |

|                                |           |  |
| J. Hansen 41’ K. A. Hansen 80’ | Marcatori |  |

| Torino 2 dicembre 1951, ore 14:30 CET 11ª giornata | Torino          | 0 – 0 referto | Juventus | Stadio Comunale (ca 30 000 spett.)\| Arbitro: \| Bellè (Venezia) \| |
| Arbitro:                                           | Bellè (Venezia) |               |          |                                                                     |

| Arbitro: | Orlandini (Roma) |

|               |           |                |
| Boniperti 80’ | Marcatori | 33’ Cervellati |

| Arbitro: | Tassini (Verona) |

|             |           |               |
| Nordahl 57’ | Marcatori | 54’ J. Hansen |

| Arbitro: | Massai (Pisa) |

|                                             |           |  |
| Vivolo 8’, 32’ J. Hansen 16’ Muccinelli 65’ | Marcatori |  |

| Arbitro: | G. Bernardi (Bologna) |

|             |           |                               |
| Astorri 30’ | Marcatori | 13’ (rig.) Mari 69’ J. Hansen |

| Arbitro: | Tassini (Verona) |

|                                          |           |                       |
| Præst 24’ Muccinelli 61’ Mari 71’ (rig.) | Marcatori | 25’ Nyers 38’ Lorenzi |

| Arbitro: | Orlandini (Roma) |

|           |           |                                             |
| Baira 79’ | Marcatori | 46’, 85’ J. Hansen 47’ Vivolo 68’ Boniperti |

| Arbitro: | Massai (Pisa) |

|                          |           |  |
| Giovetti 26’ Baldini 49’ | Marcatori |  |

| Arbitro: | Cartei (Firenze) |

|                                             |           |  |
| Caprile 20’ J. Hansen 79’ Vivolo 81’ (rig.) | Marcatori |  |

#### Girone di ritorno
| Arbitro: | Gemini (Roma) |

|  |           |                 |
|  | Marcatori | 1’ K. A. Hansen |

| Arbitro: | Occhinegro (Taranto) |

|                                                |           |               |
| Boniperti 1’, 18’, 30’ J. Hansen 29’, 65’, 68’ | Marcatori | 78’ Eidefjäll |

| Arbitro: | G. Bernardi (Bologna) |

|                               |           |  |
| Antoniotti 24’ Puccinelli 86’ | Marcatori |  |

| Arbitro: | Pieri (Trieste) |

|                                                 |           |  |
| Boniperti 23’ J. Hansen 44’, 88’ Muccinelli 46’ | Marcatori |  |

| Arbitro: | Agnolin (Bassano del Grappa) |

|  |           |               |
|  | Marcatori | 56’ J. Hansen |

| Arbitro: | G. Bernardi (Bologna) |

|                              |           |             |
| J. Hansen 20’ Muccinelli 40’ | Marcatori | 55’ Boscolo |

| Arbitro: | Longagnani (Modena) |

|                                                            |           |            |
| J. Hansen 3’ (rig.), 22’ Muccinelli 26’, 58’ Boniperti 75’ | Marcatori | 27’ Santos |

| Arbitro: | Orlandini (Roma) |

|                        |           |                                                              |
| Sørensen 73’ Darin 82’ | Marcatori | 5’, 39’, 47’ Vivolo 30’, 50’ J. Hansen 65’, 83’ K. A. Hansen |

| Arbitro: | Pieri (Trieste) |

|                             |           |                    |
| K. A. Hansen 21’ Vivolo 44’ | Marcatori | 41’ (aut.) Manente |

| Lucca 13 aprile 1952, ore 16:00 CET 29ª giornata | Lucchese                     | 0 – 0 referto | Juventus | Stadio Porta Elisa (ca 7 400 spett.)\| Arbitro: \| Agnolin (Bassano del Grappa) \| |
| Arbitro:                                         | Agnolin (Bassano del Grappa) |               |          |                                                                                    |

| Arbitro: | Orlandini (Roma) |

|                                                                   |           |  |
| J. Hansen 10’, 82’ K. A. Hansen 17’ Vivolo 40’ Boniperti 64’, 89’ | Marcatori |  |

| Arbitro: | De Leo (Mestre) |

|                 |           |                                          |
| Gritti 13’, 85’ | Marcatori | 8’ J. Hansen 10’ K. A. Hansen 18’ Vivolo |

| Arbitro: | Gemini (Roma) |

|                                   |           |          |
| Vivolo 4’ Boniperti 18’ Præst 65’ | Marcatori | 89’ Gren |

| Palermo 11 maggio 1952, ore 16:00 CET 33ª giornata | Palermo                      | 0 – 0 referto | Juventus | Stadio La Favorita (36 349 spett.)\| Arbitro: \| Agnolin (Bassano del Grappa) \| |
| Arbitro:                                           | Agnolin (Bassano del Grappa) |               |          |                                                                                  |

| Arbitro: | Rigato (Mestre) |

|                  |           |                |
| K. A. Hansen 76’ | Marcatori | 75’ Mike Mayer |

| Arbitro: | Agnolin (Bassano del Grappa) |

|                                     |           |                             |
| Broccini 13’ Armano 33’ Lorenzi 64’ | Marcatori | 69’ Boniperti 75’ J. Hansen |

| Arbitro: | Marchese (Frattamaggiore) |

|                                      |           |            |
| Vivolo 18’ Muccinelli 81’ Parola 88’ | Marcatori | 86’ Feccia |

| Torino 15 giugno 1952, ore 16:30 CET 37ª giornata | Juventus                     | 0 – 0 referto | Como | Stadio Comunale (27 994 spett.)\| Arbitro: \| Agnolin (Bassano del Grappa) \| |
| Arbitro:                                          | Agnolin (Bassano del Grappa) |               |      |                                                                               |

| Arbitro: | Occhinegro (Taranto) |

|               |           |                            |
| Prunecchi 39’ | Marcatori | 41’ Caprile 53’ Muccinelli |

### Coppa Latina
| Arbitro: | Vincenti |

|                    |           |                                       |
| Boniperti 41’, 80’ | Marcatori | 3’ Manchón 20’, 54’ Basora 50’ Kubala |

| Arbitro: | Asensi |

|                                         |           |                  |
| Boniperti 5’ K. A. Hansen 7’ Vivolo 15’ | Marcatori | 30’, 78’ Martins |

## Statistiche

### Statistiche di squadra
| Competizione | Punti | In casa | In casa | In casa | In casa | In casa | In casa | In trasferta | In trasferta | In trasferta | In trasferta | In trasferta | In trasferta | Totale | Totale | Totale | Totale | Totale | Totale | DR  |
| Competizione | Punti | G       | V       | N       | P       | Gf      | Gs      | G            | V            | N            | P            | Gf           | Gs           | G      | V      | N      | P      | Gf     | Gs     | DR  |
| ------------ | ----- | ------- | ------- | ------- | ------- | ------- | ------- | ------------ | ------------ | ------------ | ------------ | ------------ | ------------ | ------ | ------ | ------ | ------ | ------ | ------ | --- |
| Serie A      | 60    | 19      | 15      | 4       | 0       | 63      | 16      | 19           | 11           | 4            | 4            | 35           | 18           | 38     | 26     | 8      | 4      | 98     | 34     | +64 |
| Coppa Latina | -     | -       | -       | -       | -       | -       | -       | -            | -            | -            | -            | -            | -            | 2      | 1      | 0      | 1      | 5      | 6      | -1  |
| Totale       | 60    | 19      | 15      | 4       | 0       | 63      | 16      | 19           | 11           | 4            | 4            | 35           | 18           | 40     | 27     | 8      | 5      | 103    | 40     | +63 |

### Statistiche dei giocatori
| Giocatore      | Serie A  | Serie A |
| Giocatore      | Presenze | Reti    |
| -------------- | -------- | ------- |
| A. Bertuccelli | 24       | 0       |
| R. Bizzotto    | 10       | 0       |
| E. Boniforti   | 2        | 0       |
| G. Boniperti   | 33       | 19      |
| E. Caprile     | 5        | 2       |
| F. Cavalli     | 4        | -1      |
| G. Corradi     | 17       | 0       |
| R. Ferrario    | 24       | 0       |
| J. Hansen      | 36       | 30      |
| K. A. Hansen   | 31       | 12      |
| S. Manente     | 33       | 0       |
| G. Mari        | 31       | 2       |
| E. Muccinelli  | 30       | 17      |
| C. Parola      | 15       | 1       |
| A. Piccinini   | 34       | 0       |
| K. A. Præst    | 35       | 3       |
| E. Scaramuzzi  | 1        | 0       |
| G. Viola       | 34       | -32     |
| P. Vivolo      | 19       | 12      |